# 4 (Soul Secret)
4 è il terzo album in studio dei Soul Secret, pubblicato nel 2015, nonché loro primo concept album.

## Tracce
1. On the Ledge - 8:36 - (musica dei Soul Secret - testo di Luca Di Gennaro)
2. Our Horizon - 7:00 - (Soul Secret - Di Gennaro)
3. K - 5:43 - (Soul Secret - Di Gennaro)
4. As I Close My Eyes - 2:00 - (Di Gennaro - Di Gennaro)
5. Traces on the Seaside - 4:47 - (Soul Secret - Di Gennaro)
6. Turning the Back Page - 6:50 - (Soul Secret - Di Gennaro)
7. Silence (strum.) - 5:20 - (Casaburi, Di Gennaro, Mocerino, Vittozzi)
8. In A Frame - 3:47 - (Vittozzi - Di Gennaro)
9. My Lighthouse - 6:36 - (Soul Secret - Di Gennaro)
10. Downfall - 5:05 - (Soul Secret - Di Gennaro)
11. The White Stairs - 16:44 - (Soul Secret - Di Gennaro)

## Formazione
Gruppo
- Claudio Casaburi – basso
- Luca Di Gennaro – tastiera, programmazione
- Lino Di Pietrantonio – voce
- Antonio Mocerino – batteria
- Antonio Vittozzi – chitarra

Altri musicisti
- Simone Bertozzi – voce death in K, Traces on the Seaside e The White Stairs

Produzione
- Jordan Valeriote – missaggio
- Troy Glessner - mastering
- Razorimages - artwork